# تشارلي كلوف
تشارلي كلوف (بالإنجليزية: Charlie Clough)‏ (4 سبتمبر 1990 في المملكة المتحدة - ) هو لاعب كرة قدم بريطاني في مركز الدفاع. لعب مع فوريست غرين ونادي بريستول روفيرز ونيوبورت كونتي وتيلفورد يونايتد وساتون يونايتد وDorchester Town F.C. ‏ وMangotsfield United F.C. ‏ ونادي باث سيتي وتشبنهام تاون ونادي ويموث.

## وصلات خارجية
- تشارلي كلوف على موقع قاعدة بيانات كرة القدم.إي يو (الإنجليزية)
- تشارلي كلوف على موقع Soccerbase.com (لاعب) (الإنجليزية)
- تشارلي كلوف على موقع Soccerway.com (الإنجليزية)
- تشارلي كلوف على موقع عالم كرة القدم.نت (الإنجليزية)